# Abraham Beerstraaten
Abraham Beerstraaten (Amsterdam, gedoopt 4 oktober 1643 – ?, 1665/66) was een Noord-Nederlands schilder en tekenaar van (winter)landschappen en stadsgezichten.

## Levensloop
Hij was een zoon van de schilder Jan Abrahamsz. van Beerstraten en zijn vrouw Magdalena van Bronckhorst en werd gedoopt in de Noorderkerk in Amsterdam. Volgens kunsthistoricus Abraham Bredius woonde het gezin in 1649 aan de Haarlemmerdijk, waar de Schipbreuk uithing. In augustus 1651 kocht zijn vader een huis aan het einde van de Rozengracht.

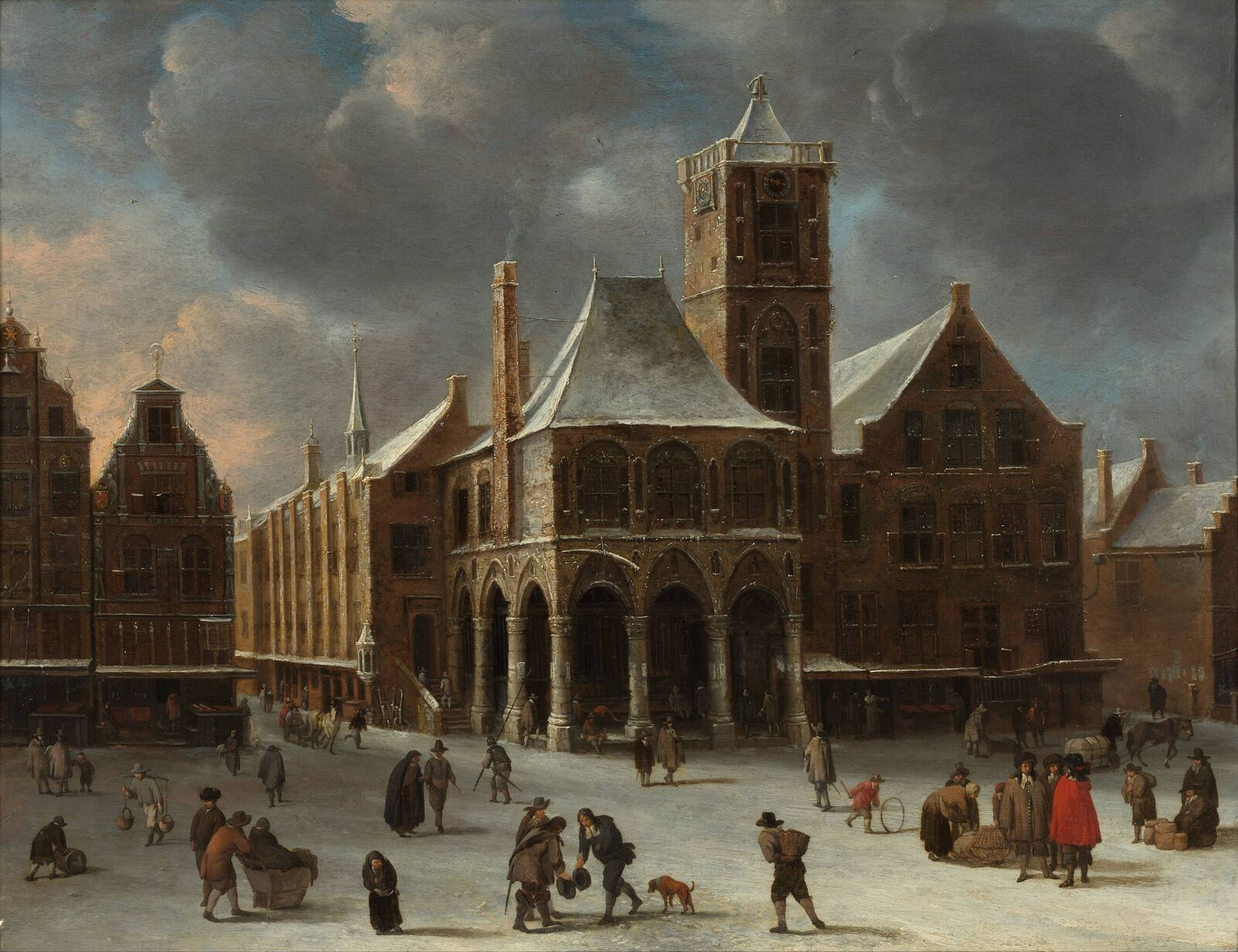
Het oude stadhuis in Amsterdam bij winter. Rotterdam, Museum Boijmans Van Beuningen.

Vader en zoon zijn op 7 juli 1652 naar de brand van het oude stadhuis van Amsterdam gaan kijken en tekenden de ruïne. In 1662 reisde hij samen met zijn vader door Friesland. Eind juni 1666 overleed zijn vader, waarna het ouderlijk huis bij executie werd verkocht. Wanneer Abraham zelf overleed is onbekend. Op 31 maart 1665 wordt hij voor het laatst genoemd in een akte waarin zijn vader zijn kinderen hun erfdeel bewijst. Zijn laatst gedateerde werk is van 1666. Kunsthistoricus G. van der Most suggereert dat hij wellicht dezelfde persoon zou kunnen zijn als Abraham Berenstraat, chirurgijn in Ceylon, die in 1690 nog in leven was.

## Werk
Er bestaat verwarring rond de identiteit van verschillende schilders met de naam Beerstraaten en rond de toeschrijving van de kunstwerken. Beerstraaten is bekend van zijn voorstellingen van het stadhuis van Kampen (1665), het stadhuis van 's-Hertogenbosch, de Waag in Deventer en de Brol, een dubbele brug, in Leeuwarden.
- Bibliothèque nationale de France: cb14952355w (data)
- Biografisch Portaal: 10746072
- Gemeinsame Normdatei: 124926959
- International Standard Name Identifier: 0000 0000 5061 7229
- KulturNav: a3f73f82-372a-4054-933a-a302797772b4
- Library of Congress Control Number: nr91043032
- Nederlandse Thesaurus van Auteursnamen: 103788220
- RKD-Nederlands Instituut voor Kunstgeschiedenis: 5892
- Union List of Artist Names: 500008035
- Virtual International Authority File: 13255253
- WorldCat: E39PCjB64Cxr6x77KTwy4tDH4q